# Консолидация акций
Консолида́ция акций —
- конвертация двух и более акций в одну акцию той же категории (обратный сплит);
- увеличение крупным акционером своей доли участия в уставном капитале акционерного общества;
- объединение двух и более акционерных обществ, принадлежащих одному и тому же лицу (одним и тем же аффилированным лицам), в одно.

## Обратный сплит
Обратный сплит — консолидация акций, уменьшающая число находящихся в обращении акций путём их пропорционального объединения. При этом суммарная номинальная стоимость акций и размер уставного фонда не изменяются. Целью операции является принудительное увеличение цены одной акции. Производится по решению общего собрания акционеров. В устав общества вносятся соответствующие изменения касательно номинальной стоимости и количества размещенных и объявленных акций общества соответствующей категории (типа).

В отличие от дробления акций (сплита), консолидация применяется не так часто. Повышение цены акций может стать необходимым в следующих обстоятельствах:
- Процедуры биржевого листинга предусматривают минимальную цену акции. Например, NASDAQ устанавливает минимальную цену одной акции в 1 доллар США. Если цена акции падает ниже, биржа направляет эмитенту предупреждение с требованием за отведённое время повысить стоимость акции.
- В инвестиционных декларациях многих инвестиционных фондов содержатся требования — покупать и держать акции стоимостью дороже, например, 10 долларов.

Обратный сплит является нерыночным способом повышения цены акции. К нему прибегают в случае невозможности быстро увеличить цену биржевыми методами или если эти методы оказываются значительно дороже процедуры перерегистрации эмиссии акций.
Пример: Если у компании было в обращении 2 млн акций, и консолидация проводится в отношении один к двум, то после обратного сплита у компании будет 1 млн акций. У каждого владельца число акций уменьшится вдвое (было 200 акций станет 100). Номинальная стоимость акций при этом повысится в 2 раза. Рыночная капитализация компании и процентные доли акционеров в компании остаются при этом неизменными.